# 拉弗雷奈法耶勒
拉弗雷奈法耶勒（法語：La Fresnaie-Fayel，法語發音：[la fʁɛnɛ fajɛl] ⓘ）是法国奥恩省的一个市镇，属于阿让唐区。

## 地理
拉弗雷奈法耶勒（48°49'43"N, 0°13'23"E）面积5.09 平方千米，位于法国诺曼底大区奧恩省，该省份为法国西北部内陆省份，北起顺时针与卡爾瓦多斯省、厄尔省、厄尔-卢瓦省、萨尔特省、马耶讷省和芒什省接壤。
与拉弗雷奈法耶勒接壤的市镇（或旧市镇、城区）包括：欧布里勒庞图、马尔迪伊、梅尼勒于贝尔-昂内姆、欧日地区古费恩。

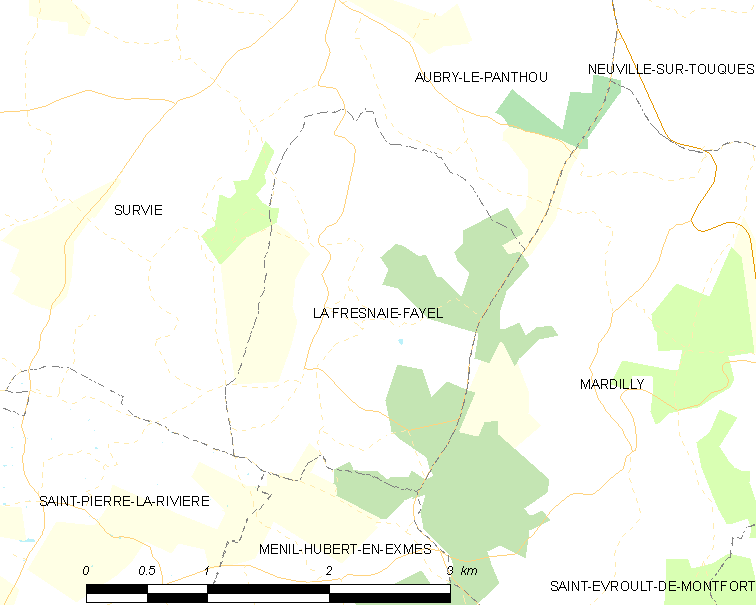
拉弗雷奈法耶勒的OSM定位图

拉弗雷奈法耶勒的时区为UTC+01:00、UTC+02:00（夏令时）。

## 行政
拉弗雷奈法耶勒的邮政编码为61230，INSEE市镇编码为61178。

## 政治
拉弗雷奈法耶勒所属的省级选区为维穆捷县。

## 人口

1962-2008年间拉弗雷奈法耶勒人口变化图示

拉弗雷奈法耶勒于2022年1月1日时的人口数量为51人。